# Oxyanthus goetzei
Oxyanthus goetzei är en måreväxtart som beskrevs av Karl Moritz Schumann. Oxyanthus goetzei ingår i släktet Oxyanthus och familjen måreväxter.

## Underarter
Arten delas in i följande underarter:
- O. g. goetzei
- O. g. keniensis